# Mesophthalma
Mesophthalma is een geslacht van vlinders uit de familie van de prachtvlinders (Riodinidae), onderfamilie Riodininae.
Mesophthalma werd in 1851 voor het eerst wetenschappelijk beschreven door Westwood.

## Soorten
Mesophthalma omvat de volgende soorten:
- Mesophthalma idotea (Westwood, 1851)
- Mesophthalma mirita (Herrich-Schäffer, 1853)